# Activity-based costing
Activity-based costing is een manier om indirecte kosten aan producten en diensten toe te wijzen. Het is een techniek die controllers bij de bepaling van de kostprijs hanteren. 

## Geschiedenis
Het idee achter activity-based costing is ontwikkeld in de industrie in de Verenigde Staten in de jaren 70 en 80. In die tijd sponsorde het Consortium for Advanced Manufacturing-International, tegenwoordig bekend als CAM-I (www.cam-i.org), het maken van een beschrijving van wat tegenwoordig activity-based costing heet. Robin Cooper en Robert Kaplan, bekend van de Balanced Scorecard, publiceerden een aantal artikelen in de Harvard Business Review in het begin van 1988. Cooper en Kaplan beschreven ABC als een aanpak waarmee het probleem opgelost kan worden van de traditionele kostprijsberekening. Hiermee was het erg moeilijk om goed de werkelijke kosten van de productiefactoren en de daarbij behorende overhead te bepalen. Hierdoor maakten managers besluiten gebaseerd op onjuiste of onvoldoende gegevens, vooral als er sprake was van meerdere producten en diensten.
In plaats van het gebruik van discutabele percentages bij de toewijzing van kosten, wordt bij ABC geprobeerd oorzaak en gevolg relaties te benoemen om kosten te verdelen. Zodra de kosten van de activiteiten (afdelingen) bekend zijn, worden deze kosten toegewezen aan elk product afhankelijk van de mate waarin voor dit product gebruikgemaakt wordt van die diensten (van die afdeling / kostenplaats). Op deze manier is het met behulp van ABC mogelijk inzicht te krijgen in de producten met veel overhead zodat vervolgens gezocht kan worden naar manieren om deze kosten te verminderen of door te berekenen aan de klant.

## Uitgebreide beschrijving
Activity-based costing werd voor het eerst uitgebreid behandeld in 1987 door Robert Kaplan en W. Bruns in een hoofdstuk van hun boek Accounting and Management: A Field Study Perspective (Harvard Business School Press 1987 ISBN 0-87584-186-4). Ze keken om te beginnen naar de industrie waarbij de toegenomen invloed van de technologie (automatisering) zorgde voor productiviteitsverbeteringen. Hierdoor verminderde het relatieve aandeel van de directe kosten van arbeid en namen de indirecte kosten relatief sterk toe. Automatisering leidde tot een afname van de loonkosten, maar een toename van de afschrijvingen.
In het verleden deden de controllers een toeslag op de directe kosten als dekking voor de indirecte kosten. Echter met de toename van de overhead en dus de indirecte kosten werd deze methode steeds onnauwkeuriger, omdat niet alle producten een even groot beslag legden op de overhead. Voor de productie van het ene product wordt bijvoorbeeld meer beslag op een bepaalde (dure) machine of afdeling gelegd dan voor de productie van een ander product. Als voor alle producten een identiek vast opslagpercentage wordt gebruikt, komt dit verschil niet in de kostprijs tot uitdrukking. Hierdoor kan het ongewenste effect ontstaan dat producten elkaar subsidiëren.
Net als in de industrie is er ook bij het bank- en verzekeringswezen sprake van verschillende producten, wat ook hier zou kunnen leiden tot onderlinge subsidies. Aangezien bij het bank- en verzekeringswezen, de personele kosten het grootste deel uitmaken van de niet-financiële kosten moeten deze kosten nauwkeurig toegewezen worden aan de producten (diensten) en klanten.
Activity-based costing kan, hoewel het dus ontwikkeld is voor de industrie, ook bij het bank en verzekeringswezen een bruikbaar hulpmiddel bij de kostprijsbepaling zijn. De uitbreiding van het gebruik van ABC naar de financiële sector wordt beschreven in een artikel dat in 1991 verscheen in het Journal of Bank Cost and Management Accounting (Volume 3, Number 2) geschreven door Richard Sapp, David Crawford en Steven Rebishcke. Later, in 1991, verscheen in hetzelfde Journal (Volume 4, Number 1) nog een vervolgartikel over dit onderwerp.
Directe arbeid en materiaalkosten zijn vrij eenvoudig toe te wijzen aan producten, maar het is moeilijker om indirecte kosten goed in de kostprijs van een product op te nemen. Als voor het gebruik van verschillende producten in verschillende mate gebruikgemaakt wordt van diensten en machines die onder de indirecte kosten vallen, dan is het nodig om gebruik te maken van bepaalde wegingsfactoren. Het gebruik van een bepaalde afdeling of machine kan worden doorberekend met behulp van een zogenaamde kosten veroorzaker (en: cost driver), bijvoorbeeld een tijdseenheid van een machine, of een aantal kilometers. 
Activity-based costing kan ook gebruikt worden in het verkooptraject. Hoewel het om hetzelfde product kan gaan dat aan verschillende klanten wordt verkocht, kan het zijn dat het aanpassen van het product en het bezorgen bij de ene klant een groter beslag legt op de overhead, dan bij andere klanten. Een uniform opslagpercentage voor alle klanten doet geen recht aan deze verschillende kosten. Toepassen van ABC kan het inzicht opleveren dat bepaalde klanten meer kosten dan ze opbrengen.

## Beperkingen
Zelfs met behulp van activity-based costing, blijft het moeilijk om sommige overhead toe te wijzen aan producten en klanten. Neem bijvoorbeeld het salaris van de directeur. Deze kosten worden 'business sustaining' (vaste kosten) genoemd en die worden niet toegewezen, omdat er geen goede manier voor is.
Dit bedrag aan niet doorberekende vaste kosten moet uiteindelijk ook door de marge op verkopen goed gemaakt worden.
Er kan voor gekozen worden om dit soort kosten, die moeilijk en niet direct aan producten en diensten zijn toe te wijzen, toch op een of andere manier arbitrair te verdelen. Het risico bestaat echter dat een verkeerd beeld over de kostprijs ontstaat, vooral als de kostprijs later vergeleken wordt met die van andere bedrijven of bedrijfstakken waarin deze arbitraire toewijzing niet gebruikelijk is. Aan de andere kant kleven er ook voordelen aan het voorhanden hebben van één eenvoudig interpreteerbare kostprijs waarin alle kosten van de onderneming opgenomen zijn. In het kader van dit laatste wordt door sommige ook wel gepleit voor verschillende kostprijzen voor verschillende doelen.
Complexe bedrijfsomgevingen vallen niet te implementeren met ABC. Onder "complex" wordt verstaan dat een bepaalde activiteit eigenlijk bestaat uit meerdere sub-activiteiten. Zo kan de activiteit "Plaatsen van een bestelling" onderverdeeld worden in (1) normale bestellingen plaatsen, (2) spoedbestellingen plaatsen en (3) maatwerk bestellingen plaatsen. Iedere activiteit kent zijn eigen benodigde tijdsduur. Zo komt men al snel tot zeer veel activiteiten waarvan steeds de kost en tijdsbesteding moet worden ingeschat.
ABC valt ook moeilijk te hanteren met de dynamiek van een omgeving. Iedere omgeving verandert continu en zo ook de taken die daarbij horen. Dit heeft als gevolg dat steeds de activiteiten moeten worden aangepast en bijgestuurd. Het wordt al snel duidelijk dat dit leidt tot grotere inschattingsfouten.